# ميكاليس جياناكيديس
ميكاليس جياناكيديس (باليونانية: Μιχάλης Γιαννακίδης)‏ مواليد 6 أبريل 1988 في سالونيك، هو لاعب كرة سلة يوناني. بدأ مسيرته الاحترافية في سنة 2006. يبلغ طوله 6 قدم 3.75 بوصة (1.9 م). لعب مع نادي إكاروس كاليثيا لكرة السلة ونادي إراكليس سالونيك لكرة السلة.

## روابط خارجية
- ميكاليس جياناكيديس على موقع الاتحاد الدولي لكرة السلة (الإنجليزية)
- ميكاليس جياناكيديس على موقع الدوري الأوروبي لكرة السلة (الإنجليزية)
- ميكاليس جياناكيديس على موقع كرة السلة الأوروبية.كوم (الإنجليزية)
- ميكاليس جياناكيديس على موقع DraftExpress.com (الإنجليزية)
- ميكاليس جياناكيديس على موقع ريلجم (الإنجليزية)
- ميكاليس جياناكيديس على موقع سبورتس رفرنس (الإنجليزية)